# Hubert Buchou
Pour les articles homonymes, voir Buchou.
Hubert Jean Buchou est une personnalité politique française, né le 2 janvier 1925 à Pau (Pyrénées-Atlantiques). Il a été député européen du 17 juillet 1979 au 24 juillet 1989.
Il est décédé le 20 novembre 2015.
Agriculteur, il était militant de la FNSEA.

## Ouvrages
- Racines paysannes et modernité, Éditions J & D / Deucalion,  (ISBN 978-2841270491) ou  (ISBN 2-841270491)
- La ronce et le grain, Éditions J & D / Deucajion,  (ISBN 978-2906483484) ou  (ISBN 2-906483486)
- Partager la terre : l'histoire des SAFER, avec Guy Robilliard et Michel Rougier, Éditions Atlantica,  (ISBN 978-2843941849) ou  (ISBN 2-843941849)
- L'ours et le tunnel : la bataille de Somport, avec Antonio Tome Sebastian, Éditions Atlantica,  (ISBN 978-2843941252) ou  (ISBN 2-843941253)